# Cherokee Freedmen

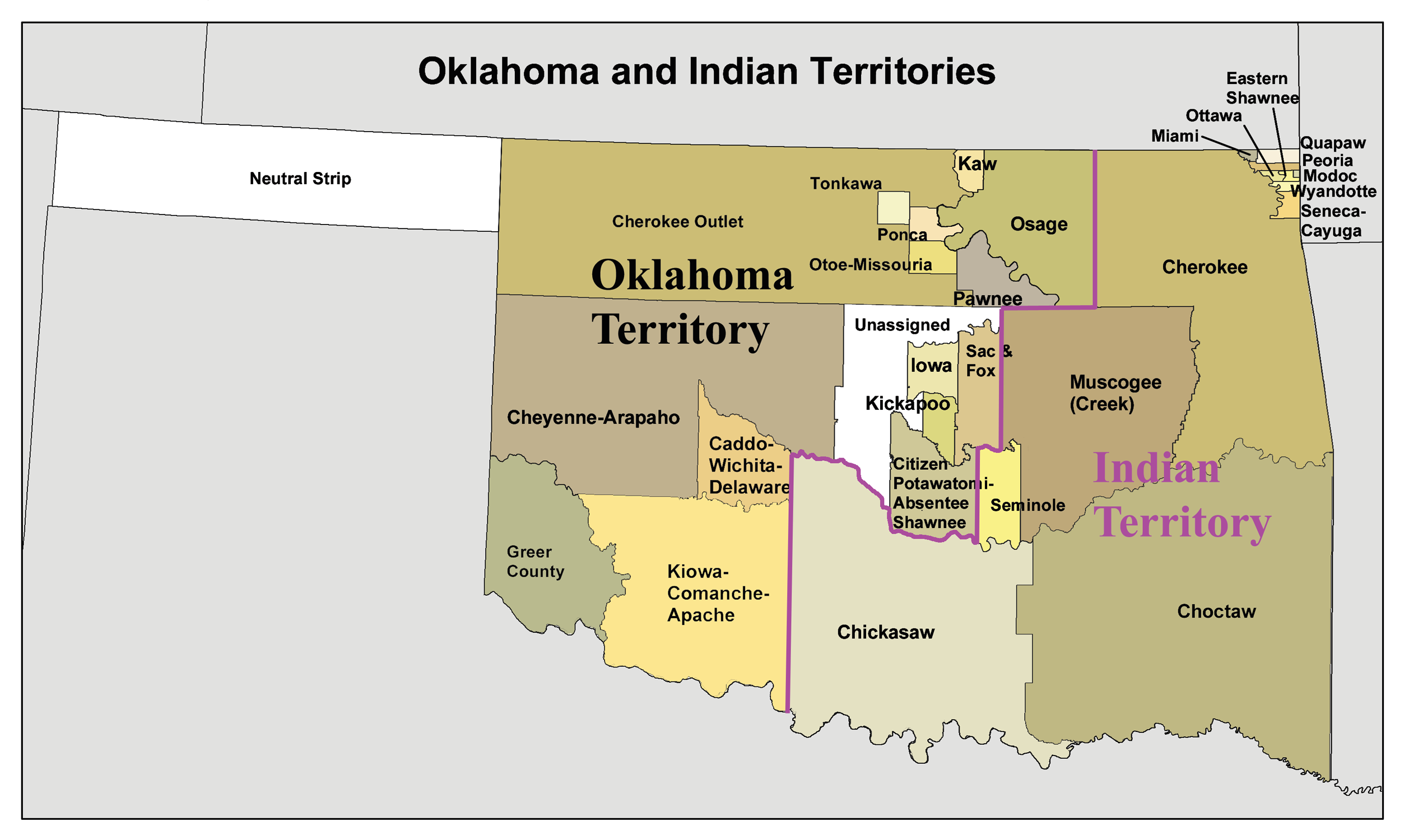
Oklahoma um 1890

Als Cherokee Freedmen werden die Nachkommen von afrikanischen Sklaven bezeichnet, die mit ihren Cherokee-Besitzern von den Bundesstaaten North Carolina, South Carolina und Georgia in das Indianerterritorium aufgrund des Indian Removal Act von 1830 vertrieben wurden.
Nach der Freilassung der Sklaven 1863 durch die Emanzipationsproklamation erhielten die Sklaven Land im heutigen Oklahoma zugesprochen. Viele Nachkommen der Sklaven wurden zu Mitgliedern des Stammes erklärt, oftmals gegen den Willen des Stammes (siehe Curtis Act). Nach der Wiedererrichtung der Cherokee Nation als souveräne Nation innerhalb der Vereinigten Staaten 1970 wurde den Cherokee Freedmen die Mitgliedschaft beim Stamm oftmals verwehrt. Nach der 1983 geänderten Verfassung der Cherokee Nation können nur Personen die Staatsbürgerschaft erhalten, die eine Blutsverwandtschaft nachweisen können. Am 30. August 2007 entschied der United States District Court for the District of Columbia, dass den Cherokee Freedmen die Staatsbürgerschaft in der Cherokee Nation nicht verweigert werden kann. Etwa 45.000 Cherokee Freedmen leben heute auf dem Gebiet der Cherokee Nation im Nordosten von Oklahoma. Bis heute gibt es Kontroversen um die Stammesmitgliedschaft der Cherokee Freedmen, die mit erheblichen Vorteilen wie kostenloser Gesundheitsvorsorge verbunden ist.

## Fort Smith Council
Im September 1865 begannen Verhandlungen zwischen den Fünf Zivilisierten Stämmen und der Regierung der Vereinigten Staaten in Fort Smith, Arkansas. Nachdem die Mehrheit der Stämme auf Seiten der Südstaaten am Bürgerkrieg teilgenommen hatten, verlangte die Bundesregierung neue Verträge. Der Amerikanische Bürgerkrieg hatte die Stämme entzweit. Die Cherokee teilten sich in Southern und Northern Cherokee. Andere Stämme wie die Choctaw and Chickasaw unterstützten geschlossen die Konföderation. Ungefähr die Hälfte der Cherokee unterstützte die Vereinigten Staaten, die andere Hälfte die Konföderation. Am 19. Juli 1866 wurde ein Vertrag in Washington unterschrieben, welcher am 11. August 1866 bekanntgegeben wurde. In diesem Vertrag verpflichtete sich die Cherokee Nation, die Sklaverei in ihrem Gebiet zu verbieten. Im 9. Artikel des Vertrages wurde festgelegt, dass alle ehemaligen Sklaven und ihre Nachfahren Mitglieder des Stammes werden können. Allen ehemaligen Sklaven, die vor dem Ausbruch des Bürgerkriegs im Gebiet der Cherokee lebten, sollten dieselben Rechte und Pflichten wie den Cherokee zugestanden werden. Am 26. November 1866 änderte die Cherokee Nation ihre Verfassung. Der Artikel, der die Aufnahme von Schwarzen in die Nation verbot, wurde geändert. Die Cherokee Freedmen mussten sich innerhalb von sechs Monaten entscheiden. Entweder wurden sie Staatsangehörige der Vereinigten Staaten und mussten das Gebiet der Cherokee verlassen, oder sie wurden Angehörige der Cherokee und durften bleiben. Diese bekamen pro Familie 160 Acre Land zugewiesen. Am Ende des Bürgerkriegs zählte die Cherokee Nation 21.000 Stammesmitglieder. Zirka 9 % der Familien besaßen einen oder mehrere Sklaven. Es handelte sich dabei um zirka 4.000 Personen. Viele ehemalige Sklaven flüchteten aus der Indianerterritorium. Andere wurden von bewaffneten Cherokee gewaltsam vertrieben.

## Cherokee Outlet
Das Cherokee Outlet war ein 97 Meilen breiter und 225 Meilen langer Streifen entlang der Grenze zu Kansas. Er zählte nicht zum Reservatsgebiet der Cherokee, sondern war diesen als Jagd und Weideland 1836 zur Verfügung gestellt worden. Da die Cherokee primär sesshafte Bauern waren und sich ihr Schwerpunkt im Nordosten des heutigen Bundesstaates Oklahoma befand, wurde das Gebiet von den Cherokee wenig genutzt und an Rinderzüchter verpachtet. Nach dem Bürgerkrieg wurden die Cherokee von der Bundesregierung gezwungen, Gebiete des Streifens an andere Indianerstämme zu verkaufen. Zum Beispiel kauften die in Kansas heimischen Osage ein Gebiet westlich der Cherokee Nation, dem heutigen Osage County. Die Erlöse durch die Landverkäufe sollten an die Cherokee-Familien verteilt werden. Dadurch entstanden Listen, die heutzutage für die Stammeszugehörigkeit Verwendung finden. Kein Freedmen wurde bei der Verteilung der Gelder 1880 berücksichtigt. Auch Delaware and Shawnee, die auf dem Gebiet der Cherokee Nation wohnten, gingen leer aus. Die Cherokee Nation plante, 7.240.000 Dollar an 28.243 Cherokee zu verteilen. 3.524 Freedmen sollten nichts erhalten, obwohl sie einen Anspruch auf 903.365 Dollar gehabt hätten. Moses Whitmire klagte im Auftrag der Freedmen und der anderen ausgeschlossenen Indianer auf Zahlung dieser Summe beim Court of Claims.

## Dawes Act und Curtis Act
Nach diesen Gesetzen sollte Stammesland an individuelle Familien verteilt werden. Auch hier entstanden Listen von Berechtigten, die für die Ermittlung der Stammeszugehörigkeit Verwendung fanden und finden.